# Österreichischer Verband Filmschnitt
Österreichischer Verband Filmschnitt, auch englisch Austrian Editors Association (aea), ist der Name der berufsständischen Interessenvertretung für freischaffende Filmeditoren in Österreich. Der Verband wurde am 25. Juni 1978 gegründet, damals noch unter dem Namen Verband Österreichischer Filmschnittmeister. Er hat seinen Sitz im Filmhaus in Wien.

## Ziele und Aktivitäten

### Satzungsziele
Zweck des Verbandes ist laut Satzung „die Wahrung, Pflege und Förderung der beruflichen und wirtschaftlichen Interessen“ der österreichischen Filmeditoren und Schnittassistenten. Dies geschieht „gegenüber den Rundfunk- und Fernsehanstalten, der Filmwirtschaft, den Gewerkschaften sowie den Ministerien und gesetzgebenden Körperschaften“, sowie „auf allen Gebieten der Fernseh- und Filmproduktion und der daraus entstehenden Gesetzgebung und Verordnungen.“ Der Verband befasst sich zudem „mit der Herstellung und Pflege einschlägiger internationaler Beziehungen.“

### Engagement in Dachverbänden und anderen Organisationen
Der Verband Filmschnitt war 1987 Gründungsmitglied des Dachverbandes der Österreichischen Filmschaffenden und gründete im selben Jahr auch die Austrian Film Commission mit, die den österreichischen Film im Ausland fördert. 1992 war der Verband Mitgründer der Verwertungsgesellschaft der Filmschaffenden (VdFS), welche die Urheber- und Leistungsschutzrechte von Filmschaffenden in Österreich treuhändig vertritt. Im Vorstand und im Aufsichtsrat des VdFS ist der Verband Filmschnitt mit Sitz und Stimme vertreten. 2019 wurde der Verband Gründungsmitglied des internationalen Dachverbandes für Filmeditoren, TEMPO.

### Einsatz für Schnittpreise
Seit 2005 vergibt der Verband Filmschnitt im Rahmen des Filmfestivals Diagonale in Graz den Diagonale-Preis Schnitt in den Kategorien Spielfilm und Dokumentarfilm. Das Preisgeld dazu wird von der VdFS gestiftet. Seit 2013 ist der Verband außerdem Förderpartner des Kölner Festivals Edimotion (welches bis 2020 Filmplus hieß), wodurch dessen Schnittpreise in den Kategorien Kino-Spielfilm, Kino-Dokumentarfilm und Nachwuchs-Kurzfilm auch österreichischen Editoren offen stehen.

## Mitgliedschaft
Im April 2023 hatte der Verband 94 aktive Mitglieder, sowie zehn Ehrenmitglieder – von denen allerdings nicht alle noch am Leben sind. Als „Ordentliches Mitglied“ kann eine Person aufgenommen werden, nachdem sie „nachweislich zwei Jahre hauptberuflich“ als Editor oder Assistent gearbeitet hat.

## Vorstand
Der Vorstand des Verbandes besteht aus zwölf Personen, die alle zwei Jahre bei einer Generalversammlung gewählt werden. Dem 2020 neu gewähltem Vorstand gehören an: Sonja Lesowksy-List (Obfrau), Claudia Linzer (Obfraustellvertreterin), Julia Drack, Lisa Zoe Geretschläger, Karin Hammer, Anna Kirst, Ulrike Kofler, Christoph Loidl, Niki Mossböck, Sebastian Schreiner, Joana Scrinzi und Kirk von Heflin.
Bis 2020 war Daniela Padalewski-Gerber die Obfrau des Verbandes; sie füllte dieses Amt seit 1990 aus, also dreißig Jahre lang. Weitere Vorgängerinnen waren: Lotte Klimitschek (1978–1979), Juno Sylva Englander (1980–1986), Traude Gruber, (1987–1988), und Ingrid Koller (1989).